# Osornophryne angel
Osornophryne angel es una especie de anfibio anuro de la familia Bufonidae.

## Distribución geográfica
Esta especie es endémica de la provincia de Carchi en Ecuador. Se encuentra en el páramo de la reserva ecológica El Ángel al volcán Chiles entre los 3252 y 3797 m sobre el nivel del mar en la ladera occidental de la cordillera occidental.
Su presencia es incierta en Colombia.

## Etimología
El nombre de la especie le fue dado en referencia al lugar de su descubrimiento, la reserva ecológica El Ángel.

## Publicación original
- Yánez-Muñoz, Altamirano-Benavides, Cisneros-Heredia & Gleusenkamp, 2010: Nueva especie de Sapo Andino del género Osornophryne (Amphibia: Bufonidae) del norte de Ecuador, con notas sobre la diversidad del género en Colombia. Avances en Ciencias e Ingenierías, vol. 2, p. 46-53.[3]